# کولدستریم (اوهایو)
کولدستریم (به انگلیسی: Coldstream) یک منطقهٔ مسکونی در ایالات متحده آمریکا است که در شهرستان همیلتون، اوهایو واقع شده‌است. کولدستریم ۷٫۴ کیلومتر مربع مساحت و ۱٬۱۷۳ نفر جمعیت دارد و ۲۵۰٫۵۵ متر بالاتر از سطح دریا واقع شده‌است.